# Zippo
En Zippo-lighter er en genopfyldelig metal-lighter produceret af Zippo Manufacturing Company of Bradford Pennsylvania. Modsat engangslightere anvendes der ikke butangas, men benzin som brændstof. Da vægen og flintestiften slides er disse tilgængelige som tidløse reservedele. Tusindvis af forskellige typer og designs er blevet skabt i de 7 årtier siden lighterens introduktion. Zippo-lightere er eftertragtede samlerobjekter.

## Historie

### 1932: En lys ide
Zippo Manufacturing Company blev grundlagt i Bradford, Pennsylvania af George Grant Blaisdell i 1932. Inspireret af en tilsvarende østrigsk lighter, forlod den første Zippo-lighter produktionsbåndet i 1933.
George Grant Blaisdell fra den lille flække Bradford i Pennsylvania var til middag i den lokale country club. Mændene gik ud på terrassen for at ryge, og en af dem hev en miserabelt udseende lighter med løst låg op af lommen. "Hvorfor får du dig ikke et anstændigt fyrtøj", drillede Blaisdell og svaret kom prompte: "Fordi denne her virker". Blaisdell så lyset, sikrede sig rettighederne til lighteren og gik hjem og forbedrede den betragteligt, blandt andet ved at gøre den mere håndterlig og fæstne låget til den ydre lighterkasse. Lighteren blev solgt for 1 dollar og 95 cent.
Lighteren fik sit navn, fordi Blaisdell kunne lide lyden af det engelske ord for "lynlås", som er "zipper" ("zip fastener" eller bare "zip"). Blaisdell valgte dog ordet "Zippo" da han mente at det lød mere moderne.

### 1930'erne: Gratis lightere til salg
I begyndelsen gik salget trægt. Der var depression i USA, folk var fattige, og de kunne ikke se fidusen ved den nye, stormsikre benzinlighter. For at gøre reklame udstyrede Blaisdell buschauffører og tobakshandlere med gratis Zippo'er. Efterhånden blev lighteren mere kendt og attraktiv, også fordi man midt i 1930'erne begyndte at dekorere den og indgravere initialer m.m.

### 1937: Runde former
I begyndelsen var Zippo'en helt firkantet, og det betød, at den kunne skære lidt, når man havde den i lommen. Men i 1937 fik den klassiske Zippo lidt mere runde og lommevenlige hjørner. Designet tager udspring i "Art Deco" – samme stil som som fx Empire State Building.

### 1940'erne: Zippo i hæren
Det store gennembrud kom under 2. verdenskrig, da den stormsikre lighter blev en del af enhver amerikansk soldats standardudrustning. I flere år gik hele produktionen til hæren.

### 1956: Den første smalle zippo
Kvinder brugte selvfølgelig også Zippo, men mange klagede over, at den var for stor og fyldte for meget i dametasken. Derfor blev der produceret en elegant, smal udgave af den klassiske Zippo.

## Zippo Raids

### Afbrænding af landsbyer
Amerikanske soldater i vietnamkrigen anvendte betegnelsen zippo raids for de hyppige afbrændinger af stråhytter i landsbyer, der var mistænkt for at huse eller hjælpe Vietcong. Stråtagene blev ofte antændt af soldaternes private zippolightere men zippo raids blev også anvendt om brandstiftelser ved hjælp af napalm og flammekastere. Flammekastertanks blev kaldt for Zippo tanks.